# Chaotrope Verbindung
Als chaotrope Verbindungen (griech. χάος cháos ‚Unordnung‘ und τροπή tropi ‚Drehung, (Hin-)Wendung‘; chaotrop also in der Bedeutung „Hinwendung zur Unordnung“) werden chemische Substanzen bezeichnet, die geordnete Wasserstoffbrückenbindungen im Wasser stören. Die chaotropen Salze sind in der Hofmeister-Reihe nach ihrer Wirkung sortiert.

## Eigenschaften
Indem die Wasserstoffbrückenbindungen teilweise aufgebrochen werden, stören die chaotropen Substanzen die Wasserstruktur in ihrer Umgebung und sorgen für mehr „Unordnung“ (Zunahme der Entropie). Bei chaotropen Salzen spricht man auch von „strukturbrechenden“ Salzen. Diese Störung der Wasserstruktur hat auch Auswirkungen auf in Wasser gelöste Makromoleküle, wie Proteine und Nukleinsäuren (z. B. DNA und RNA), welche durch chaotrope Substanzen denaturiert werden können. Die Ursache dieses Effektes ist, dass die Bildung der, z. B. zur Solvatisierung organischer Moleküle oder Molekülteile, notwendigen H2O-Käfigstrukturen gestört wird. Generell verringern sie damit hydrophobe Effekte, die für die räumliche Struktur von Makromolekülen in wässriger Lösung von wesentlicher Bedeutung sind. Diese räumliche Struktur des Makromoleküls wird dann verändert und somit wirken die chaotropen Substanzen denaturierend. Bei Proteinen z. B. wird die treibende Kraft der Proteinfaltung gestört, nämlich die Zusammenlagerung der hydrophoben Aminosäuren im Wasser aufgrund des hydrophoben Effekts. Chaotrope Substanzen reduzieren folglich auch die enzymatische Aktivität, können Lipiddoppelschichten stören und Stress auf Zellen erzeugen.
Chaotrope Substanzen sind unter anderem:
- Bariumsalze
- Guanidinhydrochlorid
- Thiocyanate, wie Guanidiniumthiocyanat
- Perchlorate
- Iodide
- Butanol
- Phenol
- Thioharnstoff
- Harnstoff (bei hoher Konzentration)

Chemische Substanzen mit zu den chaotropen Substanzen gegenteiligen Wirkungen werden kosmotrop oder antichaotrop genannt. Eine besondere Rolle spielt der Harnstoff. Bei Zugabe kleiner Mengen von Harnstoff zu wässrigen Proteinlösungen wirkt er kosmotrop, bei höheren Konzentrationen (ca. 12 Mol-%) wirkt er denaturierend, also chaotrop. Für Ionen gibt es die Klassifikation in Form der Hofmeister-Reihen, in denen die Reihenfolge der Stärke der chaotropen Wirkung, getrennt für Anionen und Kationen, gegeben ist.